# 미국 남북 전쟁의 종결

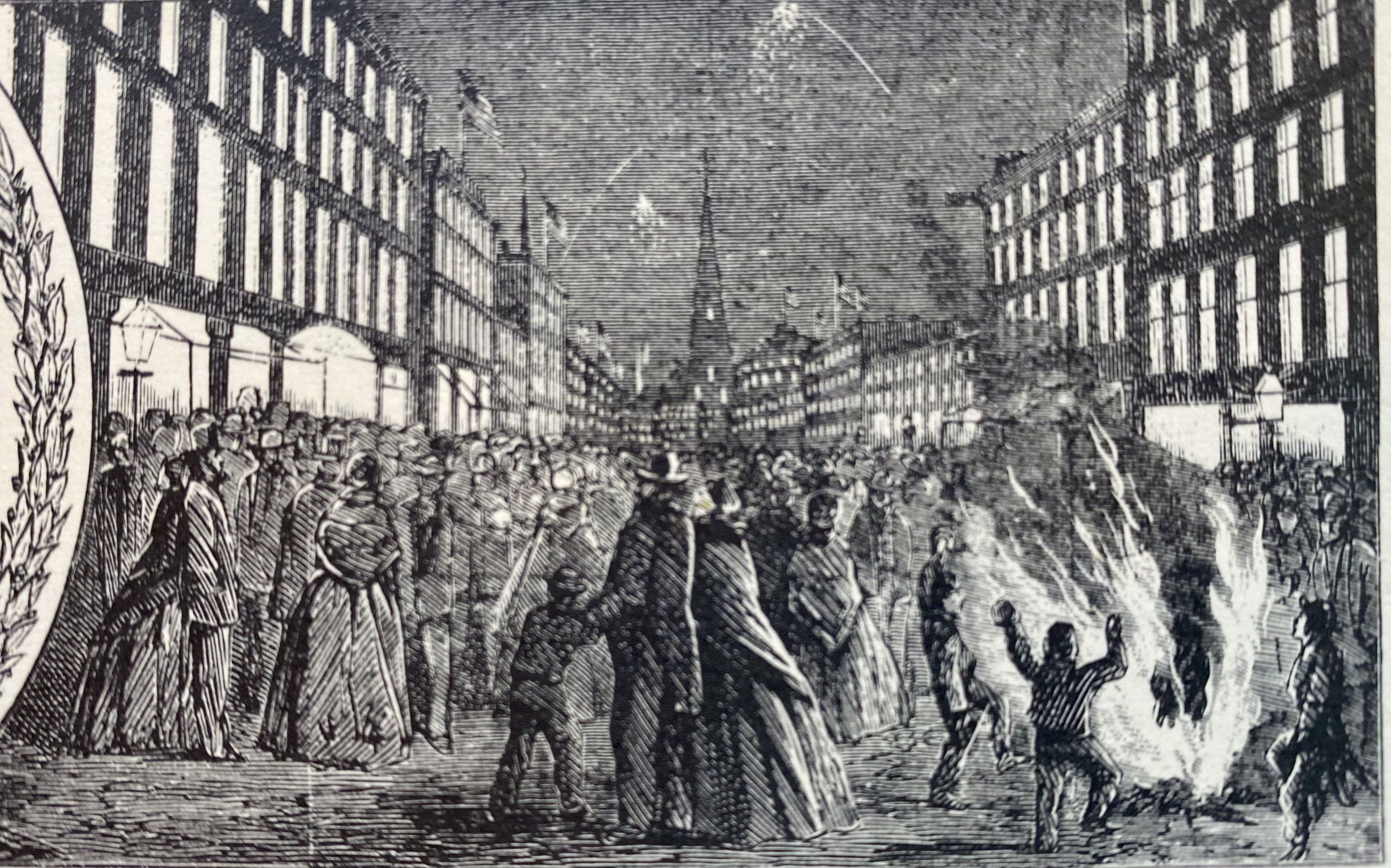
토머스 내스트의 우리의 승리한 군대, "연방 승리에 대한 환호"라는 제목의 세부 묘사 (하퍼스 위클리, 1865년 6월 24일)

아메리카 연합국 (짙은 녹색),
경계주 및 애리조나 준주 (옅은 녹색)의 위치

남북 전쟁의 종결은 로버트 E. 리 장군이 4월 9일 애퍼매턱스 코트 하우스에서 북버지니아 군의 항복 문서에 서명하면서 시작되어, 1865년 11월 6일 CSS 셰넌도어의 항복으로 남북 전쟁의 적대 행위가 막을 내리면서 끝났다. 법적으로는 1866년 8월 20일 앤드루 존슨 대통령이 "해당 반란이 종식되었고, 이제 미국 전역에 평화, 질서, 평온, 그리고 민간 권한이 존재한다"고 선언하는 포고령을 발표할 때까지 전쟁은 끝나지 않았다.
4월 9일 리 장군의 패배는 전쟁의 실질적인 종식을 알렸으며, 이후에는 상당한 저항이 없었다. 하지만 그의 항복 소식이 퍼지는 데 시간이 걸렸고, 작은 교전만 있었지만 일부 전투는 계속되었다. 에이브러햄 링컨 대통령은 4년간의 피비린내 나는 전쟁 끝에 리 장군의 항복을 보았지만, 그는 불과 닷새 후 암살되었다. 1865년 조지아 콜럼버스 전투는 링컨이 사망한 다음 날인 4월 16일에 벌어졌다. 그러나 대부분의 경우 리 장군의 패배 소식은 남부군 항복의 물결을 불러왔다. 조지프 E. 존스턴 장군은 4월 26일 그의 대규모 테네시 군과 남동부 사령부를 항복시켰다. 남부 동맹 내각은 5월 5일에 해체되었고, 남부 동맹 대통령 제퍼슨 데이비스는 링컨의 후계자인 앤드루 존슨이 남부 동맹의 교전권이 종료되었다고 선언한 다음 날인 5월 10일 연방군 병사들에게 체포되었고, 이로써 반란은 사실상 끝났다.
전쟁의 마지막 전투는 5월 12일~13일 팔미토 목장에서 벌어졌다. 마지막 대규모 남부 동맹 군사 부대인 트랜스 미시시피 사령부는 5월 26일에 항복하고 6월 2일에 공식 절차를 완료했다. 육상에서의 마지막 항복은 6월 23일에 스탠드 와티 체로키 남부 동맹 장군이 촉토 네이션의 도크스빌에서 지휘권을 포기할 때까지 오지 않았다. 해상에서는 마지막 남부 동맹 함선인 CSS 셰넌도어가 11월 6일에야 항복했다. 이 함선은 전쟁이 끝났다는 소식을 마침내 듣기 전까지 전 세계를 항해하며 선박을 습격했다. 셰넌도어는 또한 6월 22일에 전쟁의 마지막 포탄을 발사했다. 1866년 4월 6일까지 반란은 텍사스를 제외한 모든 주에서 끝났다고 선언되었다. 마침내 1866년 8월 20일, 전쟁은 법적으로 끝났다고 선언되었지만, 그 시점에는 전투는 1년 이상 전에 끝난 상태였다.
미국의 노예제도 종결은 남북 전쟁의 종결과 밀접하게 관련되어 있다. 전쟁의 주요 원인이었던 노예제도는 링컨의 노예 해방 선언으로 이어져, 연방군이 남부 동맹 영토로 진격함에 따라 남부 동맹의 노예들을 해방시켰다. 남부 동맹의 마지막 노예들은 1865년 6월 19일에야 해방되었으며, 이는 현재 준틴스라는 국경일로 기념되고 있다. 적대 행위가 끝난 후, 전쟁으로 황폐해진 국가는 국가를 재건하고 해방된 노예들에게 시민권을 부여하기 위한 부분적으로 성공적인 시도인 재건 시대에 들어섰다.

## 4월

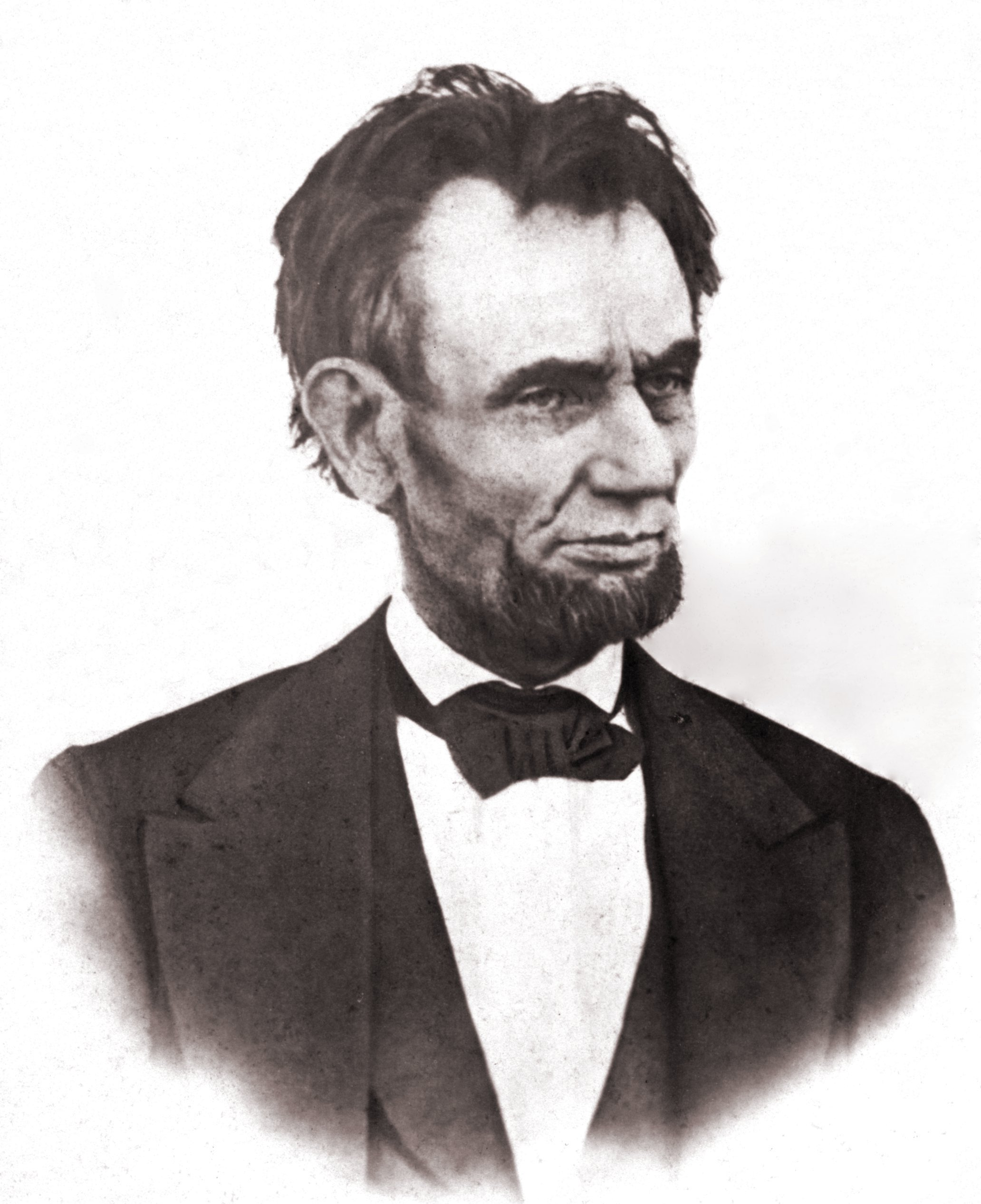
링컨의 마지막으로 알려진 고품질 이미지, 1865년 3월 6일 백악관 발코니에서 촬영

에이브러햄 링컨 대통령은 전쟁의 실질적인 종결을 보았지만, 그 결론까지 보지는 못했다. 암살자 존 윌크스 부스는 1865년 4월 14일 링컨을 총으로 쏘았고, 그는 다음날 아침 사망했다. 링컨의 죽음은 남북 모두에게 충격이었다.:{{{1}}} 4월 9일 리 장군의 항복과 4월 14일 암살 사건을 알지 못한 제임스 H. 윌슨 장군의 습격대는 앨라배마를 거쳐 조지아로 계속 진격했다. 4월 16일, 콜럼버스 전투 (조지아주)가 벌어졌다. 이 전투는 잘못되게도 "남북 전쟁의 마지막 전투"로 주장되어 왔으며, 마찬가지로 잘못되게도 "널리 그렇게 여겨진다"고 주장되어 왔다. 콜럼버스는 4월 16일 자정 무렵 윌슨의 습격대에 함락되었고, 4월 17일에는 대부분의 제조 시설이 파괴되었다. 코카콜라의 발명가인 남부 동맹 대령 존 펨버턴은 이 전투에서 부상을 입었는데, 이로 인해 그는 진통제 제조법에 집착하게 되었고, 결국 그의 유명한 음료의 제조법으로 이어졌다.
평화 협정 과정의 첫 번째 주요 단계는 1865년 4월 9일 애퍼매턱스에서 리 장군의 항복이었다. 이는 링컨의 암살과 맞물려 존스턴을 움직이게 했다. 그는 "우리에 대한 압도적인 우위, 탄약 조달 또는 무기 수리 수단 없음, 식량을 제공할 돈이나 신용 없음, 강도 행위를 제외하고는 전쟁을 계속할 수 없었다"고 믿었다. 4월 17일 셔먼과 존스턴은 베넷 플레이스에서 만났고, 다음날 휴전이 합의되었으며 조건이 논의되고 동의되었다. 그랜트는 존스턴 군의 항복만을 승인했지만, 셔먼은 매우 관대한 조건을 제공함으로써 명령을 초과했다. 여기에는 반란 주들이 지도자들이 충성 서약을 한 후 즉시 인정되는 것, 재산과 개인 권리가 남부군에게 반환되는 것, 연방 사법 시스템의 재건, 그리고 일반적인 사면이 주어지는 것이 포함되었다. 4월 24일, 워싱턴 당국은 셔먼이 제안한 조건을 거부했고, 이틀 후 존스턴은 4월 9일에 리 장군이 이미 받았던 동일한 조건에 동의했다.

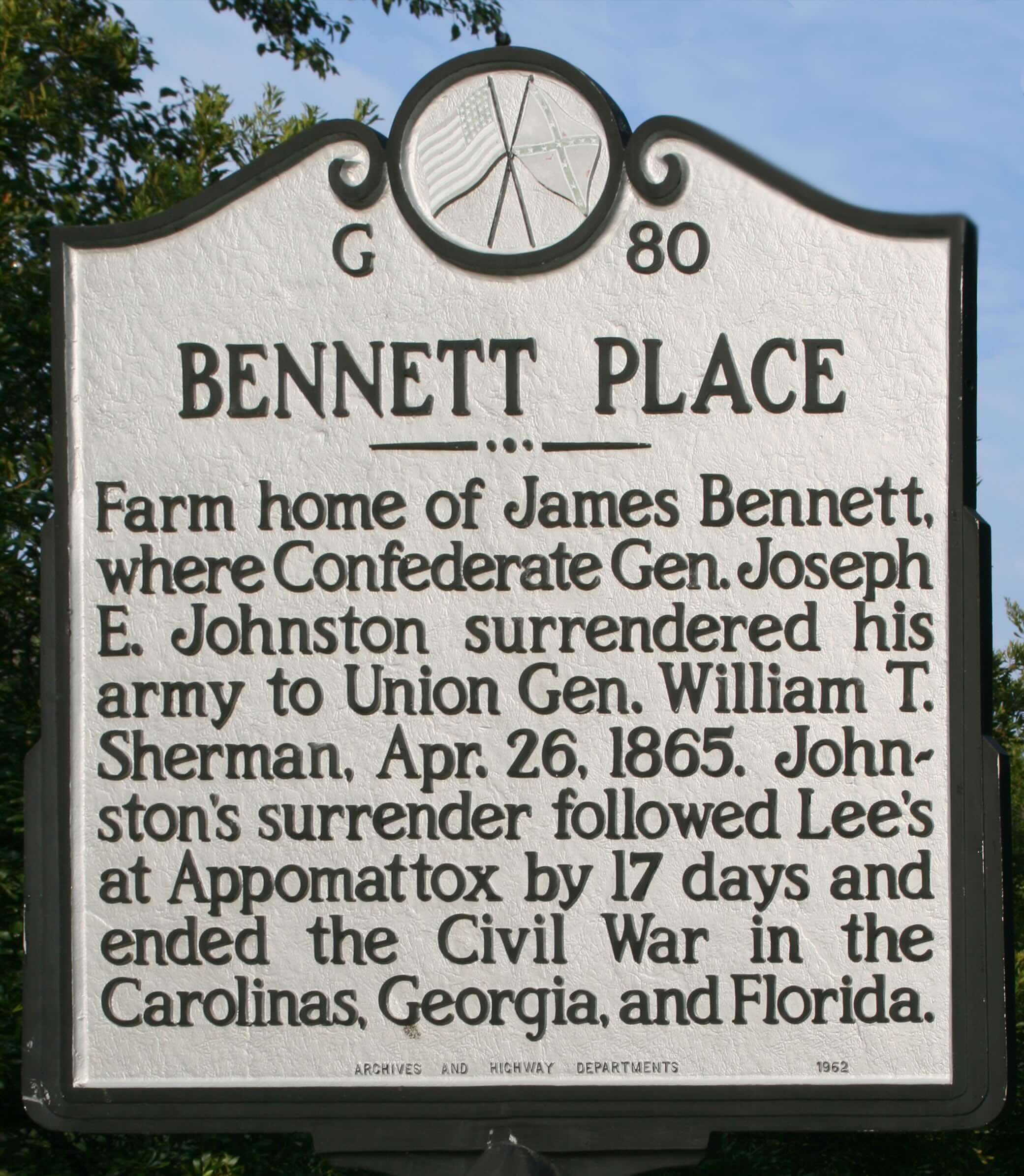
베넷 플레이스 표지

남북 전쟁을 종결시키는 평화 협정 과정의 다음 주요 단계는 1865년 4월 26일 노스캐롤라이나 더럼의 베넷 플레이스에서 조지프 E. 존스턴 장군과 그의 군대가 소장 윌리엄 T. 셔먼에게 항복한 것이었다. 존스턴의 테네시 군은 노스캐롤라이나, 사우스캐롤라이나, 조지아, 플로리다에서 항복한 약 10만 명의 남부 동맹 병사 중 하나였다. 항복 조건은 노스캐롤라이나 롤리에서 셔먼, 존스턴, 율리시스 S. 그랜트 중장이 서명한 "군사 협약 조건"이라는 문서에 담겨 있었다.
존스턴 장군은 1865년 4월 26일 자신의 지휘 아래 다음 부대들을 항복시켰다: 테네시 및 조지아 사령부; 테네시 군; 사우스캐롤라이나, 조지아 및 플로리다 사령부; 그리고 노스캐롤라이나 및 남부 버지니아 사령부. 이렇게 함으로써 존스턴은 셔먼에게 약 3만 명의 병력을 항복시켰다. 4월 27일, 그의 부관은 일반 명령 제18호로 테네시 군에 조건을 발표했고, 5월 2일에는 일반 명령 제22호로 테네시 군에 대한 고별사를 발표했다. 플로리다 "서부 여단"의 나머지 부분은 1865년 5월 4일 노스캐롤라이나 그린즈버러에서 존스턴 군의 나머지 병력과 함께 항복했다.
1865년 5월 4일, 연방군 소장 헨리 할렉은 "특정 날짜까지 항복하지 않는 버지니아의 모든 무장 병력을 무법자 및 강도로 간주하는 명령을 내릴 것"을 제안했다. 이는 중장 율리시스 S. 그랜트와 전쟁 장관 에드윈 M. 스탠턴의 승인을 받았고 할렉은 1865년 5월 6일 제임스 군사 구역의 일반 명령 제6호를 발령했으며, 이는 1865년 5월 20일부터 효력을 발생했다. 이 명령은 "버지니아 및 노스캐롤라이나 주에서 미국 당국에 대항하여 무장한 채 발견되는 모든 사람들은 무법자 및 강도로 취급될 것"이라고 명시했다.

## 5월과 6월

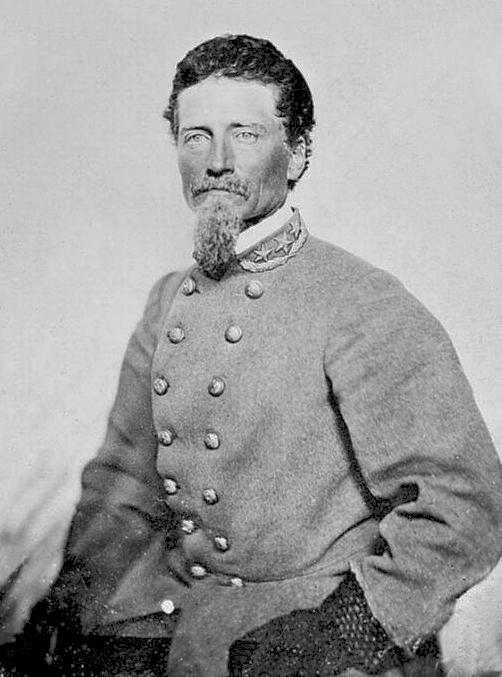
댑니 모리

남부 동맹 대통령 제퍼슨 데이비스는 1865년 4월 초 리치먼드 (버지니아주)에서 철수하면서 도주했다. 1865년 5월 5일, 조지아주 워싱턴에서 데이비스는 마지막 내각 회의를 개최했다. 이 때 남부 동맹 정부는 해체되었다. 회의는 허드 하우스(조지아 지점 은행 건물)에서 14명의 관리가 참석한 가운데 열렸다. 남부에는 여전히 작은 저항 세력이 있었음에도 불구하고, 대통령은 무장 저항이 "사실상" 끝났으며, 도피자들을 여전히 숨겨주는 국가나 선박은 미국 항구로의 입항이 거부될 것이라고 선언했다. 그러한 선박에 탑승한 사람들은 더 이상 범죄 기소로부터 면책되지 않을 것이었다. 미시시피 강 동쪽의 모든 남부 동맹군이 항복한 것을 전제로, 1865년 5월 11일 그랜트 장군은 전쟁부로부터 일반 명령 제90호를 발령하여 "1865년 6월 1일부터 미시시피 강 동쪽에서 미국에 대항하여 무장한 채 발견되거나 적대 행위를 저지르는 모든 사람은 게릴라로 간주되어 사형에 처해질 것이다"라고 명시했다.

### 캠프 나폴레옹 회의 (1865년 5월 26일)

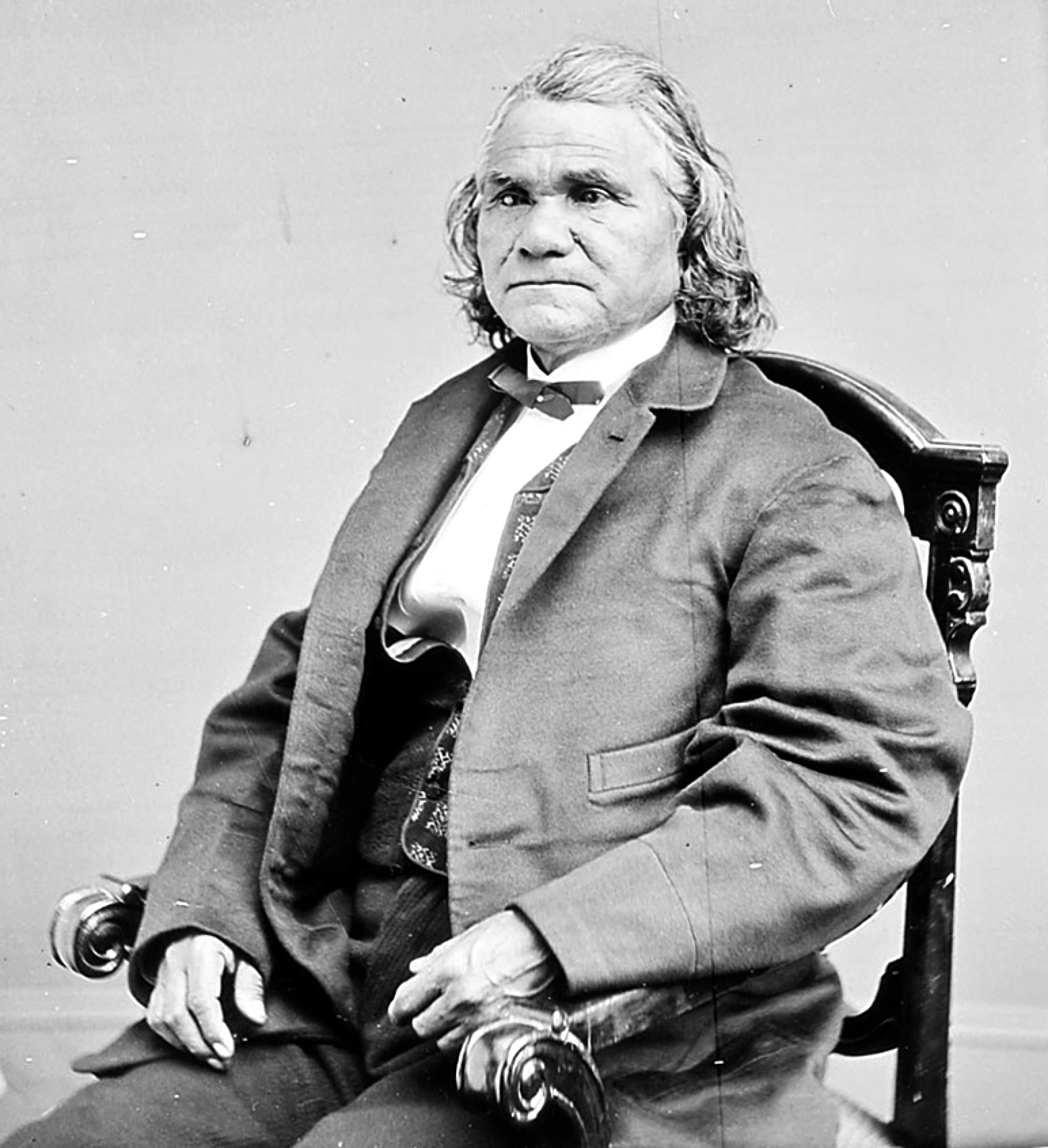
스탠드 와티

아메리카 원주민 부족들은 인디언 준주에서 남부 동맹이 더 이상 자신들에게 약속한 것을 이행할 수 없다는 것을 깨달았다. 따라서 캠프 나폴레옹 회의가 소집되어 미국에 대한 충성심을 되찾는 협상을 할 때 통일된 전선을 구축하기 위한 합의안을 작성했다. 서부의 다른 아메리카 원주민 부족들, 그들 중 상당수도 미국 육군과 전쟁 중이었는데, 이들도 참여하도록 초청받았고, 그들 중 몇몇은 참여했다.
회의가 끝나는 1865년 5월 26일, 의회는 미국 정부와의 회의에 참석할 위원들(각 부족당 5명 이내)을 워싱턴 D.C.에 파견하여 캠프 나폴레옹 회의 결과를 발표하고 논의하도록 임명했다. 그러나 미국 정부는 그렇게 많은 부족을 대표하는 대규모 집단과는 협상하기를 거부했다. 더욱이 정부는 캠프 나폴레옹 회의를 비공식적이고 승인되지 않은 것으로 간주했다. 존슨 대통령은 나중에 포트 스미스에서 회의를 소집했는데(이를 포트 스미스 회의라고 함), 이 회의는 1865년 9월에 개최되었다.

### 트랜스 미시시피 사령부

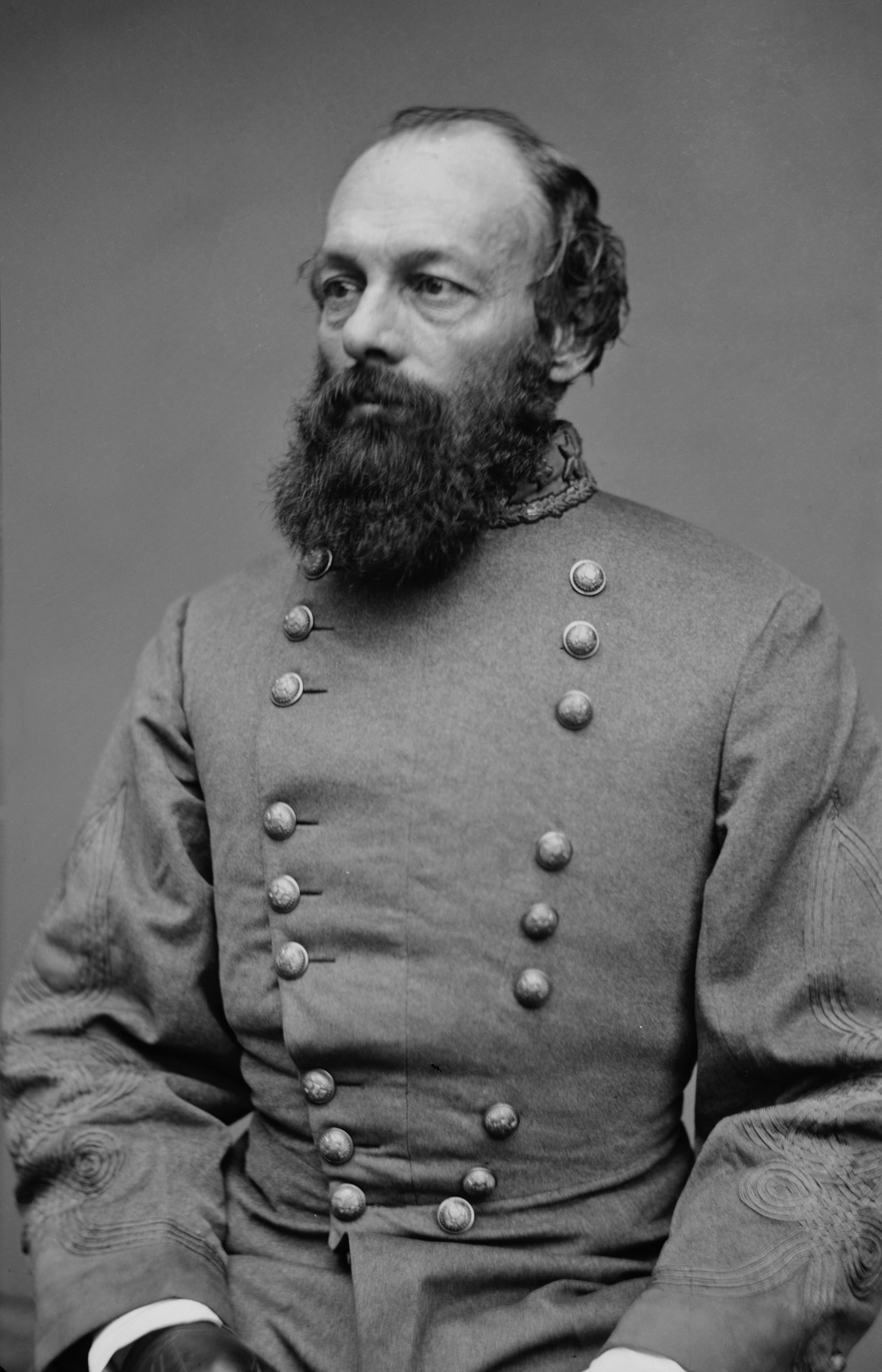
커비 스미스

남부 동맹 지도자들은 맨스필드 전투와 플레전트 힐 전투 이후 1864년 봄, 커비 스미스 장군에게 그의 트랜스 미시시피 군에서 미시시피 강 동쪽으로 증원군을 보내달라고 요청했다. 이는 미시시피 강에 대한 연방 해군의 통제와 서부 군대가 강 동쪽으로 이동하기를 꺼려했기 때문에 실용적이지 않았다. 대신 스미스는 스털링 프라이스 소장과 그의 기병대를 미주리 침공에 파견했지만, 결국 성공하지 못했다. 이후 미시시피 강 서쪽에서의 전쟁은 주로 소규모 급습으로 이루어졌다.
1865년 5월 26일까지 스미스 대표가 슈리브포트에서 에드워드 캔비 소장의 대표와 항복 문서에 협상하고 서명했으며, 스미스의 4만 3천 명 병력이 항복하자 그 병력을 인계받았다. 이로써 미시시피 강 서쪽에 남아 있던 유일한 중요한 남부 동맹군은 사라졌다. 이로써 연방군에 대한 남부의 조직적인 군사적 저항은 모두 끝났다. 스미스는 6월 2일 갤버스턴 항구 바로 외곽에 정박한 USS 포트 잭슨 호 위에서 항복 문서에 서명했다.
1865년 5월 26일, 남부 동맹 트랜스 미시시피 사령부가 캔비 소장에게 항복한 것을 고려하여, 사이러스 부시 브리건드 장군은 1865년 6월 2일 아칸소 주 포트 스미스, 제7군단 제3사단 사령부에서 일반 명령 제24호를 발령했다. 이 명령은 "항복에 대한 정보를 받을 합리적인 시간 이후에도 미국에 대한 적대 행위를 계속하는 모든 무장한 사람들은 게릴라 및 무법자로 간주되어 체포 시 사살될 것이다"라고 명시했다.

### 6월 말의 사건들
노예제 종식은 링컨이 1863년 1월 1일 노예 해방 선언을 발표한 후 연방의 주요 목표가 되었다. 노예 해방 선언은 반란 주들의 모든 노예를 해방한다고 선언했지만, 노예들은 실제로 연방군이 남부 동맹 영토를 점령하면서 자유를 얻었다. 동부 남부 동맹의 많은 지역의 노예들은 이미 연방군의 침략으로 해방되었지만, 텍사스 대부분을 포함하여 남부 동맹의 더 먼 지역은 전쟁의 영향을 받지 않았다. 1865년 6월 19일, 연방군 고든 그레인저 장군은 일반 명령 제3호를 발령하여 텍사스의 모든 노예는 자유라고 선언했다. 실제적으로 이 명령이 확산되고 시행되는 데는 시간이 걸렸지만, 그 발효 날짜는 중요한 의미를 가졌으며, 남부 동맹에서 노예제도가 법적으로 종식되었음을 알렸다. 이것은 현재 국경일 준틴스로 기념되고 있다. 미국에서 노예제도가 완전히 종식된 것은 12월 6일 미국 수정 헌법 제13조의 비준과 함께 이루어졌다. 남부 동맹에 가담했던 아메리카 원주민 영토에서는 1866년까지 노예제도가 종식되지 않았다.
1865년 6월 19일, 고든 그레인저 소장은 텍사스주 갤버스턴 지구 사령부에서 일반 명령 제4호를 발령하여 "도적, 게릴라, 제이호커, 말도둑 등 폭력 행위를 저지르는 모든 무법자들은 이로써 무법자이자 인류의 적이라고 선언하며, 이에 따라 처리될 것이다"라고 명시했다. 앤드루 존슨 대통령은 1865년과 1866년에 세 가지 포고령을 발표하여 이전 남부 동맹의 여러 지역에서 반란이 공식적으로 종식되었음을 선언했다. 1865년 6월 13일에 발표된 첫 번째 포고령은 반란이 존슨의 고향이자 그가 군사 총독으로 있던 테네시주 내에서만 완전히 진압되었다고 선언했다.
그리고 나는 이로써 테네시주 내에서, 그리고 최근 채택된 헌법과 재편성에 따라 재편성되고 구성된 테네시주 주민들에게 해당 반란이 진압되었음을 선포하고 선언한다. 따라서 1861년 7월 13일 승인된 "수입 관세 징수를 추가로 규정하고 다른 목적을 위한 법률" 제5조에 의거하여 발행된 어떠한 선언에 따른 해당 주 및 그 주민들에게 부과된 모든 불능 및 실격 조건도 해제된다.

## 전쟁의 종결

### CSS 셰넌도어

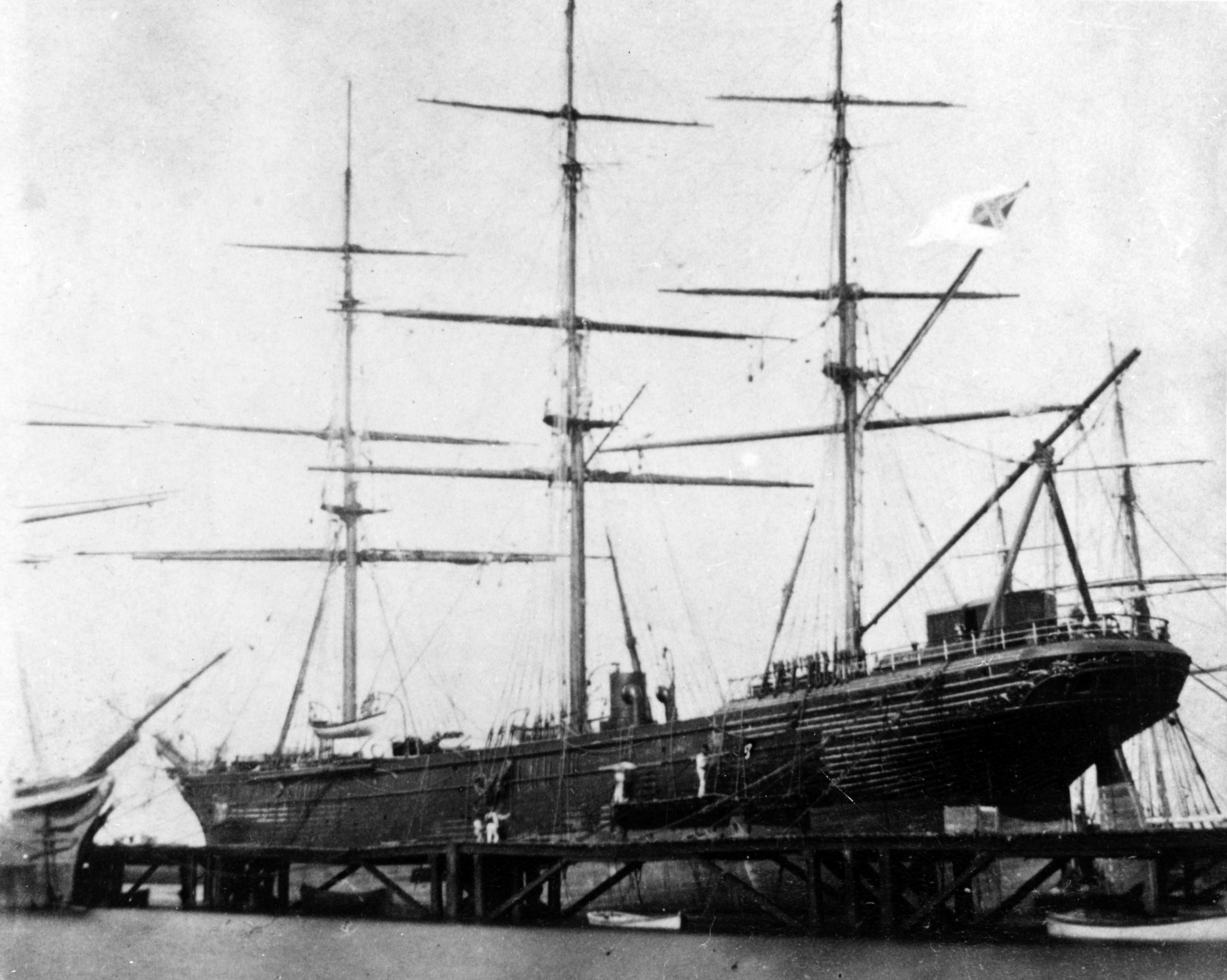
CSS 셰넌도어

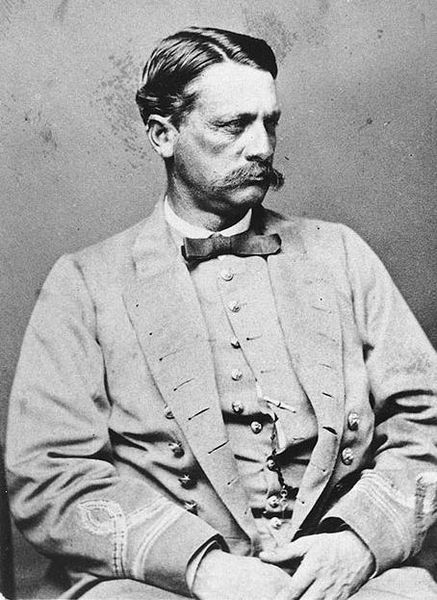
제임스 워델

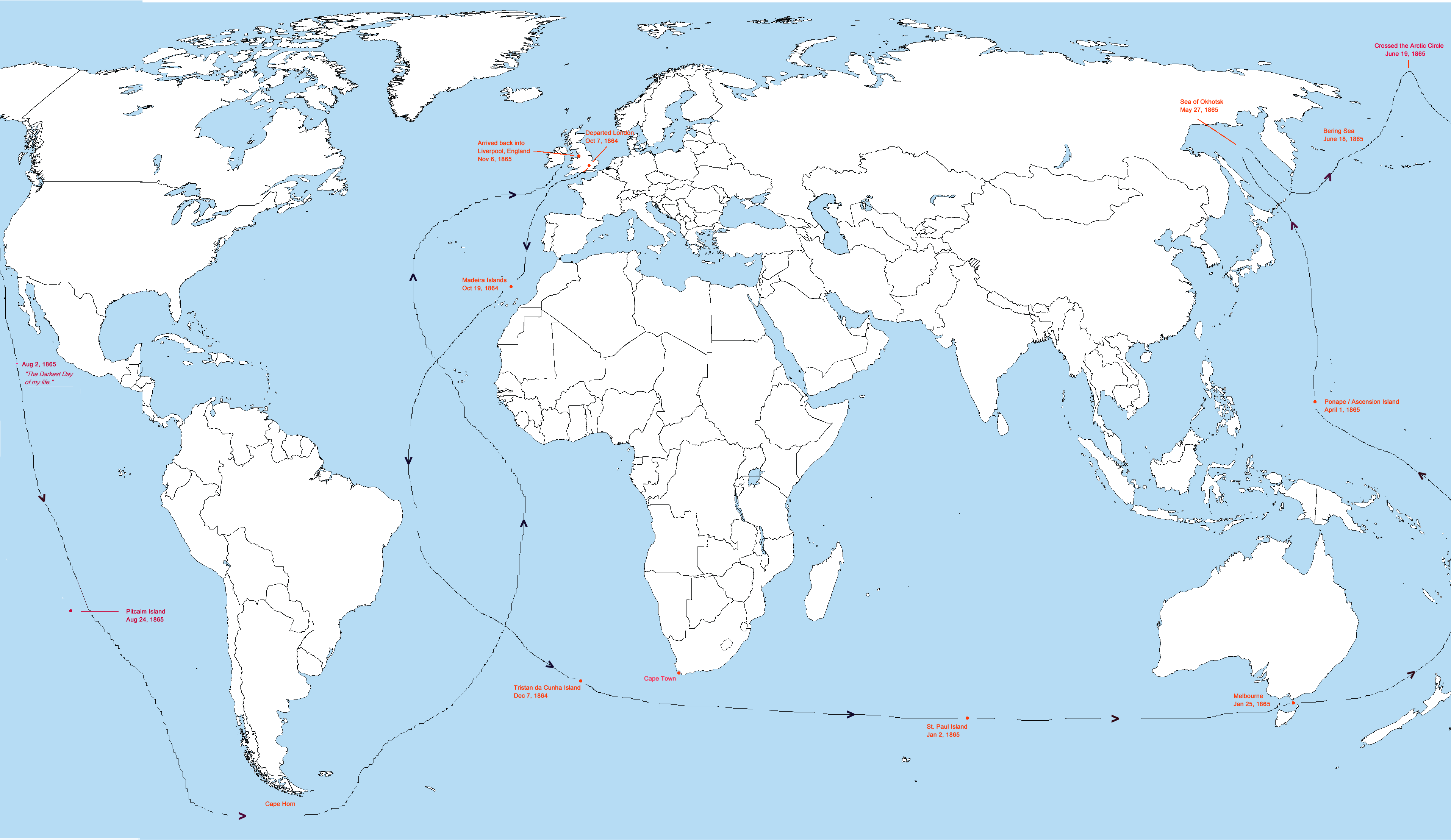
CSS 셰넌도어의 세계 일주 항로

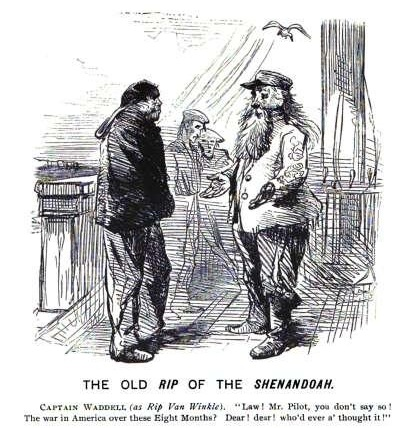
남북 전쟁이 끝난 후에도 계속 전투를 벌이는 제임스 워델을 풍자하는 사설 만화

CSS 셰넌도어는 남부 동맹에 의해 미국 남북 전쟁에서 연방군의 해운을 방해하고 노력을 저해하기 위한 상선 습격선으로 위촉되었다. 원래 시 킹(Sea King)이라고 불리던 스코틀랜드제 상선이었던 이 배는 1864년 9월 남부 동맹 요원들에게 비밀리에 구매되었다. 제임스 워델 함장은 10월 19일 영국을 떠난 직후 스페인 연안에서 군함으로 개조된 후 이 배를 셰넌도어라고 개명했다. 워델의 오른팔인 윌리엄 콘웨이 휘틀은 이 배의 선임 장교였다.
남쪽에서 동쪽으로 인도양을 건너 남태평양으로 항해하던 셰넌도어는 1865년 4월 9일 리 장군의 북버지니아 군이 연방군에게 항복할 당시 미크로네시아의 폰페이섬 (휘틀은 어센션 섬이라고 부름)에 있었다. 워델은 이미 13척의 연방 상선을 나포하고 처분했다.
셰넌도어는 일본 북쪽 오호츠크해에서 한 척의 전리품을 더 파괴한 다음 알류샨 열도와 베링해, 북극해로 계속 항해하여 6월 19일 북극권을 통과했다. 그리고 알래스카 해안을 따라 남쪽으로 계속 항해하던 셰넌도어는 6월 22일 연방 포경선단을 발견했다. 그녀는 계속해서 포격을 가하여 연방 포경선단의 상당 부분을 파괴했다. 워델 함장은 도주하는 포경선 소피아 손턴을 겨냥했고, 그의 신호에 따라 포수는 손목 끈을 잡아당겨 남북 전쟁의 마지막 두 발을 발사했다. 셰넌도어는 북극해에서 미국 포경선단 중 11척을 나포하고 불태웠다.
워델은 6월 27일에야 전리품 수잔 & 애비게일 호의 선장이 샌프란시스코 신문을 보여주면서 리 장군의 항복 소식을 들었다. 같은 신문에는 제퍼슨 데이비스 남부 동맹 대통령이 "전쟁은 새로운 활력으로 계속될 것"이라고 선언한 내용이 실려 있었다. 셰넌도어는 그 후 7시간 동안 10척의 포경선을 추가로 나포했다. 워델은 셰넌도어의 방향을 남쪽으로 돌려 방어가 허술하다고 생각한 샌프란시스코 항구를 습격할 계획이었다. 항해 도중 그들은 8월 2일에 영국 바크선 바라쿠타를 만났는데, 워델은 이 배에서 존스턴, 커비 스미스, 맥그루더 군대의 항복과 데이비스 대통령의 체포를 포함한 남부 동맹의 최종 붕괴 소식을 들었다. 1865년 8월 2일자 셰넌도어의 긴 항해 일지 기록은 "내 인생에서 가장 암울한 날"로 시작한다. 워델 함장은 그 슬픔 속에서 나머지 나라가 적대 행위를 끝냈을 때 무장하지 않은 무고한 연방 포경선을 나포했다는 것을 깨달았다.
바라쿠타 호 선장의 명령에 따라 워델은 즉시 군함을 상선으로 다시 개조하고, 대포를 아래에 보관하고, 모든 무기를 내리고, 선체를 다시 도색했다. 이 시점에서 워델은 영국으로 돌아가 리버풀에서 셰넌도어를 항복시키기로 결정했다. 미국 항구에서 항복하는 것은 연방의 관점을 가진 법정에 직면하고 해적 행위로 재판받을 위험이 매우 커서 그와 승무원들이 교수형에 처해질 수 있었다. 혼곶 주변을 남쪽으로 항해하고 셰넌도어의 위치를 보고할 수 있는 선박을 피하기 위해 해안에서 멀리 떨어져 머물렀으며, 9,000마일 이상을 항해한 후 영국으로 돌아올 때까지 육지를 보지 못했다. 그들은 1년 동안 전 세계를 총 58,000마일 이상 항해했으며, 전 세계를 일주한 유일한 남부 동맹 함선이었다.
따라서 전쟁의 마지막 남부군 항복은 1865년 11월 6일 워델의 함선이 락 페리에 도착하여 영국 왕립 해군의 HMS 도네갈 (1858) 함장 R. N. 페인터에게 항복할 때까지 이루어지지 않았다. 셰넌도어는 공식적으로 러셀 백작 영국 총리에게 서신으로 항복했다. 결국 영국 해군재판소의 조사 끝에 워델과 그의 승무원들은 전쟁법을 위반한 행위가 없었음이 밝혀져 무조건 석방되었다. 셰넌도어 자체는 1866년 잔지바르 술탄 마지드 빈 사이드에게 팔려 엘 마지디로 개명되었다. 승무원 중 일부는 아르헨티나로 이주하여 농부가 되었고 결국 미국으로 돌아왔다.

### 포고령
1866년 4월 6일, 존슨은 두 번째 포고령을 발표하여 앨라배마, 아칸소, 플로리다, 조지아, 루이지애나, 미시시피, 노스캐롤라이나, 사우스캐롤라이나, 버지니아 주에서 반란이 공식적으로 종료되었음을 선언했다(또한 테네시 주에서도 단순히 "진압"이 아닌 종료를 선언했다). 저항 세력이 남아있던 텍사스만이 제외되었다.
그러므로 나, 앤드루 존슨 미국 대통령은 조지아, 사우스캐롤라이나, 버지니아, 노스캐롤라이나, 테네시, 앨라배마, 루이지애나, 아칸소, 미시시피, 플로리다 주에서 이전에 존재했던 반란이 종식되었으며, 앞으로 그렇게 간주될 것임을 선포하고 선언한다.
전쟁의 공식적인 종결은 1866년 8월 20일 존슨이 "이제 미국 전역에 평화, 질서, 평온, 민간 권한이 존재함을 선언하는 포고령"에 서명하면서 이루어졌다. 이는 그의 4월 포고령이 "앞서 언급된 모든 주에서, 텍사스 주를 제외하고는, 잘못된 시민이나 다른 사람들의 미국 당국에 대한 무장 저항이 더 이상 존재하지 않는다"고 선언했음을 언급했다.
1866년 4월 2일 이후 텍사스주에서 발생한 반란이 완전히 그리고 모든 곳에서 진압되고 종결되었으며, 미국의 권위가 텍사스주에 성공적으로 그리고 완전히 확립되어 현재 저항이나 이의 없이 유지되고 있으므로...

이에 따라 상술된 여러 주들에 관하여 명시된 모든 이유와 결론이 이제 반란에 연루되었던 다른 주들뿐만 아니라 텍사스주에도 동등하게 그리고 모든 면에서 적용되므로...
따라서 나, 앤드루 존슨 미국 대통령은 텍사스주에 존재했던 반란이 종료되었음을 선포하며, 1866년 4월 2일의 앞서 언급된 선언으로 반란이 종료되었다고 선포된 다른 주들과 마찬가지로 이 주에서도 앞으로 그렇게 간주되어야 함을 선포한다.

그리고 나는 위의 반란이 종료되었고 평화, 질서, 평온, 그리고 문명 사회의 권위가 이제 미국 전역에 존재함을 추가로 선포한다. 
이 최종 날짜인 1866년 8월 20일은 미국 법원, 부서 및 기관, 그리고 의회에 의해 남북 전쟁의 법적 종결로 채택되었다. 1867년 의회법은 군인들의 전시 급여율을 "1866년 8월 20일자 대통령 선언에 따라 반란 종결일로부터 3년 동안" 연장했다. 대법원 또한 앤더슨 대 미국 사건에서 1866년 8월 20일을 전쟁의 공식 종결일로 인용했다.

## 같이 보기
- 아메리카 연합국의 군사
- 남북 전쟁의 원인
- 섬터 요새에서 국기 게양
- 남북 전쟁의 전환점

## Sources
- Baldwin, John, Last Flag Down: The Epic Journey of the Last Confederate Warship, Crown Publishers, 2007, ISBN 5-557-76085-7,  Random House, Inc., 2007, ISBN 0-7393-2718-6
- Ballard, Michael B., A Long Shadow: Jefferson Davis and the Final Days of the Confederacy, University of Georgia Press, 1997, ISBN 0-8203-1941-4
- Beringer, Richard E., Why the South Lost the Civil War, University of Georgia Press, 1991, ISBN 0-8203-1396-3
- Bradley, Mark L., This Astounding Close: The Road to Bennett Place, UNC Press, 2000, ISBN 0-8078-2565-4
- Catton, Bruce (1953). 《애퍼매턱스에서의 정적》. 더블데이. ISBN 0-385-04451-8. LCCN 53-9982.
- Comtois, Pierre, "War's Last Battle." America's Civil War, July 1992 (Vol. 5, No. 2)
- Cotham, Edward Terrel, Battle on the Bay: The Civil War Struggle for Galveston, University of Texas Press, 1998, ISBN 0-292-71205-7
- Cutting,  Elisabeth, Jefferson Davis – Political Soldier, Read Books, 2007, ISBN 1-4067-2337-1
- Davis, Burke, The Civil War: Strange & Fascinating Facts, Wings Books, 1960 & 1982, ISBN 0-517-37151-0
- Davis, Burke, To Appomattox – Nine April Days, 1865, Eastern Acorn Press, 1992, ISBN 0-915992-17-5
- Eicher, David J., The Longest Night: A Military History of the Civil War, Simon & Schuster, 2001, ISBN 0-684-84944-5.
- Eicher, John H. and Eicher, David J., Civil War High Commands, Stanford University Press, 2001, ISBN 0-8047-3641-3.
- Faust, Drew Gilpin, The Dread Void of Uncertainty": Naming the Dead in the American Civil War, Southern Cultures (magazine) – Volume 11, Number 2, University of North Carolina Press, Summer 2005
- Filbert, Preston, The Half Not Told: The Civil War in a Frontier Town, Stackpole Books, 2001, ISBN 0-8117-1536-1
- Gelbert, Doug, Civil War Sites, Memorials, Museums, and Library Collections: A State-by-state Guidebook to Places Open to the Public, McFarland & Co., 1997, ISBN 0-7864-0319-5
- Harrell, Roger Herman, The 2nd North Carolina Cavalry: Spruill's Regiment in the Civil War, McFarland, 2004, ISBN 0-7864-1777-3
- Heidler, David Stephen, et al., Encyclopedia Of The American Civil War: A Political, Social, and Military History, W. W. Norton & Company, 2002, ISBN 0-393-04758-X
- Hoxie, Frederick E., Encyclopedia of North American Indians: Native American History, Culture, and Life from Paleo-Indians to the Present, Houghton Mifflin Harcourt, 1996, ISBN 0-395-66921-9
- Hunt, Jeffrey William, The Last Battle of the Civil War: Palmetto Ranch, University of Texas Press, 2002, ISBN 0-292-73461-1, back cover
- Johnson, Clint, Pursuit: The Chase, Capture, Persecution, and Surprising Release of Confederate President Jefferson Davis, Kensington Publishing Corp., 2008, ISBN 0-8065-2890-7
- Johnson, Robert Underwood, Battles and Leaders of the Civil War, Yoseloff, 1888
- Katcher, Philip, The Civil War Day by Day: Day by Day, MBI Publishing Company, 2007, ISBN 0-7603-2865-X
- Kennedy, Frances H., The Civil War Battlefield Guide, Houghton Mifflin Company, 1990, ISBN 0-395-52282-X
- Korn, Jerry, Pursuit to Appomattox: The Last Battles, Time-Life Books, 1987, ISBN 0-8094-4788-6
- Markowitz, Harvey, American Indians: Ready Reference, Vol. III, Salem Press, 1995, ISBN 0-89356-760-4
- Marvel, William, "Last Hurrah at Palmetto Ranch." Civil War Times, January 2006 (Vol. XLIV, No. 6)
- McKenna, Robert, The Dictionary of Nautical Literacy, McGraw-Hill Professional, 2003, ISBN 0-07-141950-0
- McPherson, James M. (1988). 《Battle Cry of Freedom: The Civil War Era》 (영어). Oxford University Press, US. ISBN 978-0-19-503863-7.
- Morris, John Wesley, Ghost towns of Oklahoma, University of Oklahoma Press, 1977, ISBN 0-8061-1420-7
- Schooler, Lynn, The Last Shot, HarperCollins, 2006, ISBN 0-06-052334-4
- Sheehan-Dean, Aaron, Struggle for a Vast Future: The American Civil War, Osprey Publishing, 2007, ISBN 1-84603-213-X
- Silkenat, David, Raising the White Flag: How Surrender Defined the American Civil War. Chapel Hill: University of North Carolina Press, 2019. ISBN 978-1-4696-4972-6.
- Snow, William P., Lee and His Generals, Gramercy Books, 1867, ISBN 0-517-38109-5.
- Sutherland, Jonathan, African Americans at War: An Encyclopedia, ABC-CLIO, 2004, ISBN 1-57607-746-2
- Thomsen, Brian, Blue & Gray at Sea: Naval Memoirs of the Civil War, Macmillan, 2004, ISBN 0-7653-0896-7
- Tidwell, William A., April '65: Confederate Covert Action in the American Civil War, Kent State University Press, 1995, ISBN 0-87338-515-2
- United States War Department, The War of the Rebellion: a compilation of the official records of the Union and Confederate armies, Government Printing Office, 1902
- Van Doren, Charles Lincoln, et al., Webster's Guide to American History: A Chronological, Geographical, and Biographical Survey and Compendium, Merriam-Webster, 1971, ISBN 0-87779-081-7
- Waddell, James Iredell, et al., C.S.S. Shenandoah: The Memoirs of Lieutenant Commanding James I. Waddell, Crown Publishers, 1960, Original from the University of Michigan – digitized Dec 5, 2006
- Wead, Doug, All the Presidents' Children: Triumph and Tragedy in the Lives of America's First Families, Simon and Schuster, 2004, ISBN 0-7434-4633-X
- Weigley, Russel F., A Great Civil War: A Military and Political History, 1861–1865, Indiana University Press, 2000, ISBN 0-253-33738-0
- Wert, Jeffry D., Mosby's Rangers, Simon and Schuster, 1991, ISBN 0-671-74745-2
- Whittle, William Conway, et al., The Voyage of the CSS Shenandoah: A Memorable Cruise, University of Alabama Press, 2005, ISBN 0-8173-1451-2
- Wright, Mike, What They Didn't Teach You about the Civil War, Presido, 1996, ISBN 0-89141-596-3

## 더 읽어보기
- Andrews, J. Cutler, The North Reports the Civil War, University of Pittsburgh Press, 1955
- Baker, T. Lindsay, Confederate Guerrilla: The Civil War Memoir of Joseph M. Bailey (Chapter 6: Collapse of the Confederacy), University of Arkansas Press, 2007, ISBN 978-1-55728-838-7
- Badeau, Adam, Grant in Peace: From Appomattox to Mount McGregor; a Personal Memoir, S.S. Scranton & Company, 1887
- Beatie, Russel H., The Army of the Potomac, Basic Books, 2002, ISBN 0-306-81141-3
- Boykin, Edward M., The Falling Flag: Evacuation of Richmond, Retreat and Surrender at Appomattox, E.T. Hale, 1874
- Bradford, Ned, Battles and Leaders of the Civil War, Gramercy Books, 1988, ISBN 0-517-29820-1
- Chaffin, Tom, Sea of Gray: The Around-the-World Odyssey of the Confederate Raider Shenandoah, Hill and Wang/Farrar, Straus and Giroux, 2007, ISBN 0-8090-8504-6
- Crotty, Daniel G., Four Years Campaigning in the Army of the Potomac, Dygert Brothers and Company, 1874
- Catton, Bruce (1953). 《이 신성한 땅: 남북 전쟁의 북부 이야기》. 더블데이. ISBN 1-85326-696-5. LCCN 56-5960.
- Coombe, Jack D., Gunfire Around the Gulf: The Last Major Naval Campaigns of the Civil War, Bantam Books, 1999, ISBN 0-553-10731-3
- Craven, Avery, The Coming of the Civil War, University of Chicago Press, 1957, ISBN 0-226-11894-0
- Cunningham, S.A., Confederate Veteran, 남부 동맹 기념 협회 et al., 1920
- Davis, Jefferson, The Rise and Fall of the Confederate Government, D. Appleton and Company, 1881
- Dunlop, W. S., Lee's Sharpshooters, Tunnah & Pittard, 1899, ISBN 1-58218-613-8
- Gills, Mary Louise, It Happened at Appomattox: The Story of an Historic Virginia Village, Dietz Press, 1948, ISBN 0-87517-038-2
- Janney, Carolyn E., Ends of War: The Unfinished Fight of Lee's Army after Appomattox, The University of North Carolina Press, 2021, ISBN 978-1469663371
- Kean, Robert Garlick Hill (Younger, Edward, ed.), Inside the Confederate Government: The Diary of Robert Garlick Hill Kean, Head of the Bureau of War, Oxford University Press, 1957
- Konstam, Angus (Bryan, Tony, illustrator), Confederate Raider 1861–65, Osprey Publishing, 2003, ISBN 1-84176-496-5
- Konstam, Angus (Bryan, Tony, illustrator), Confederate Blockade Runner 1861–65, Osprey Publishing, 2004, ISBN 1-84176-636-4
- Long, Armistead Lindsay, Memoirs of Robert E. Lee: His Military and Personal History, Embracing a Large Amount of Information Hitherto Unpublished, J. M. Stoddart & Company, 1886
- Longstreet, James, From Manassas to Appomattox: Memoirs of the Civil War in America, J.B. Lippincott, 1908
- Marvel, William, A Place Called Appomattox, UNC Press, 2000, ISBN 0-8078-2568-9
- Morgan, Murray, Confederate Raider in the North Pacific: The Saga of the C.S.S. Shenandoah, 1864–65, Washington State University Press, 1995, ISBN 0-585-20703-8
- Ramage, James A. (1999). 《Gray Ghost: The Life of Col. John Singleton Mosby》. The University Press of Kentucky. ISBN 0-8131-2135-3.
- Schooler, Lynn, The Last Shot: The Incredible Story of the C.S.S. Shenandoah and the True Conclusion of the American Civil War, Thorndike Press, 2005, ISBN 0-7862-8079-4
- Vorenberg, Michael, Lincoln's Peace: The Struggle to End the American Civil War. Alfred A. Knopf, 2025. Review by 앨런 C. 겔조, The Wall Street Journal, March 28, 2025.
- Wise, Jennings Cropper, The Long Arm of Lee: The History of the Artillery of the Army of Northern Virginia; with a Brief Account of the Confederate Bureau of Ordnance, J. P. Bell Company, 1915, volume 2